# Eleições estaduais em Minas Gerais em 1982
As eleições estaduais em Minas Gerais em 1982 ocorreram em 15 de novembro como parte das eleições em 23 estados brasileiros e nos territórios federais do Amapá e Roraima. Foram eleitos o governador Tancredo Neves, o vice-governador Hélio Garcia e o senador Itamar Franco, além de 54 deputados federais e 78 estaduais. Foram observadas regras como o voto vinculado, a sublegenda e a proibição de coligações partidárias. Ressalte-se que os mineiros residentes no Distrito Federal escolheram seus representantes por força da Lei nº 6.091 de 15 de agosto de 1974, na primeira eleição direta para o Palácio da Liberdade desde a vitória de Israel Pinheiro em 1965.
Advogado diplomado na Universidade Federal de Minas Gerais em 1932, Tancredo Neves foi promotor de justiça e no ano seguinte elegeu-se vereador em São João del-Rei até que o Estado Novo extinguiu-lhe o mandato. Filiado ao PSD foi eleito deputado estadual em 1947 e deputado federal em 1950, mandato do qual se afastou para ser ministro da Justiça no segundo governo Getúlio Vargas, cargo que entregou após o suicídio do presidente. Apoiou a candidatura vitoriosa de Juscelino Kubitschek à presidência da República em 1955 e no mesmo ano Bias Fortes conquistou o governo mineiro. Graças aos vínculos que mantinha com os nomes em questão, foi diretor da Carteira de Redescontos do Banco do Brasil e depois secretário de Fazenda de Minas Gerais. Derrotado por Magalhães Pinto ao disputar o governo estadual em 1960, foi presidente do Banco Nacional de Desenvolvimento Econômico e Social por um curto período e retornou ao mundo político ao assumir o cargo de primeiro-ministro na fase parlamentarista do Governo João Goulart, mas renunciou a tempo de eleger-se deputado federal em 1962.
Consumado o golpe de estado que derrubou João Goulart e sacramentou o Regime Militar de 1964, iniciou uma nova fase em sua carreira política ao ingressar no MDB. Reeleito deputado federal em 1966, 1970 e 1974, venceu uma eleição para senador abrigado numa sublegenda em 1978. No curso do mandato aliou-se a Magalhães Pinto na criação do Partido Popular para servir como "oposição moderada" aos militares, mas por conta de uma manobra política que proibia as coligações a legenda foi incorporada ao PMDB e nele Tancredo Neves foi eleito governador de Minas Gerais em 1982. Sua passagem à frente do Palácio da Liberdade terminou em 14 de agosto de 1984 quando renunciou em favor de Hélio Garcia para concorrer à presidência da República sendo eleito em 15 de janeiro de 1985, entretanto não foi empossado por razões de saúde e faleceu em 21 de abril. Ato contínuo, José Sarney tornou-se presidente e governou por cinco anos.
Mineiro de Santo Antônio do Amparo, o advogado Hélio Garcia formou-se em 1957 pela Universidade Federal de Minas Gerais e dedicou-se à agropecuária. Membro da UDN, foi secretário-geral da Federação da Agricultura do Estado de Minas Gerais. Eleito deputado estadual em 1962, foi líder do governo Magalhães Pinto, a quem serviu como secretário de Justiça. Eleito deputado federal pela ARENA em 1966, retirou-se da vida pública ao fim do mandato. Presidente da Caixa Econômica em Minas Gerais durante o governo Aureliano Chaves, conseguiu outro mandato de deputado federal em 1978 e integrou os quadros do Partido Popular chegando a presidir o diretório estadual. Com a incorporação de seu partido ao PMDB elegeu-se vice-governador de Minas Gerais em 1982. Empossado, licenciou-se do cargo e foi nomeado prefeito de Belo Horizonte por Tancredo Neves em 1983, mas renunciou no ano seguinte a fim de assumir o governo mineiro em substituição ao titular.

## Resultado da eleição para governador
Conforme o Tribunal Superior Eleitoral houve 5.216.902 votos nominais (89,58%), 459.479 votos em branco (7,89%) e 147.160 votos nulos (2,53%), resultando no comparecimento de 5.823.541 eleitores.
| Candidatos a governador do estado | Candidatos a vice-governador  | Número | Coligação            | Votação   | Percentual |
| --------------------------------- | ----------------------------- | ------ | -------------------- | --------- | ---------- |
| Tancredo Neves PMDB               | Hélio Garcia PMDB             | 5      | PMDB (sem coligação) | 2.667.595 | 51,13%     |
| Eliseu Resende PDS                | Bias Fortes PDS               | 1      | PDS (sem coligação)  | 2.424.197 | 46,47%     |
| Sandra Starling PT                | Milton de Freitas Carvalho PT | 3      | PT (sem coligação)   | 113.950   | 2,19%      |
| Theotônio dos Santos PDT          | Maria Felícia Macedo PDT      | 2      | PDT (sem coligação)  | 11.160    | 0,21%      |
| Fontes:                           |                               |        |                      |           |            |

## Biografia do senador eleito

### Itamar Franco
Radicado em Juiz de Fora desde a infância, Itamar Franco é engenheiro civil e eletrotécnico formado pela Universidade Federal de Juiz de Fora. Nascido a bordo de um navio que fazia cabotagem entre Salvador e Rio de Janeiro, foi registrado na capital baiana. Filiado ao PTB e depois ao MDB, elegeu-se prefeito de Juiz de Fora em 1966 e 1972. Adversário político do Regime Militar de 1964, renunciou ao mandato e foi eleito senador em 1974 e seis anos depois ingressou no PMDB. Reeleito senador em 1982, foi alijado da composição do governo mineiro após a vitória de Tancredo Neves, porém votou no referido político na eleição presidencial indireta de 1985. Derrotado na disputa pelo Palácio da Liberdade via PL em 1986, renunciou ao mandato após sua eleição para vice-presidente da República pelo PRN na chapa de Fernando Collor em 1989.

## Suplente efetivado

### Edgar da Mata Machado
Por conta do exposto acima, o advogado Edgar da Mata Machado voltou à política. Formado em 1939 pela Universidade Federal de Minas Gerais, foi jornalista e colaborou com O Globo, Correio da Manhã, Diário de Notícias e Tribuna da Imprensa. Preso por mais de uma vez durante o Estado Novo, filiou-se à UDN e assim foi nomeado chefe da Casa Civil pelo governador Milton Campos. Eleito deputado estadual em 1950, lecionou à Pontifícia Universidade Católica de Minas Gerais e na Universidade Federal de Minas Gerais. Durante o governo Magalhães Pinto foi secretário interino de Educação e teve passagem pelas pastas da Fazenda, do Trabalho e da Cultura, mas abandonou o poder ao discordar do Regime Militar de 1964. Eleito deputado federal pelo MDB em 1966, foi cassado pelo Ato Institucional Número Cinco em 17 de janeiro de 1969 e teve os direitos políticos suspensos por dez anos. Candidato a senador por uma sublegenda do PMDB em 1982, migrou para o PSDB após seis anos e foi efetivado no limiar do Governo Collor.

## Resultado da eleição para senador

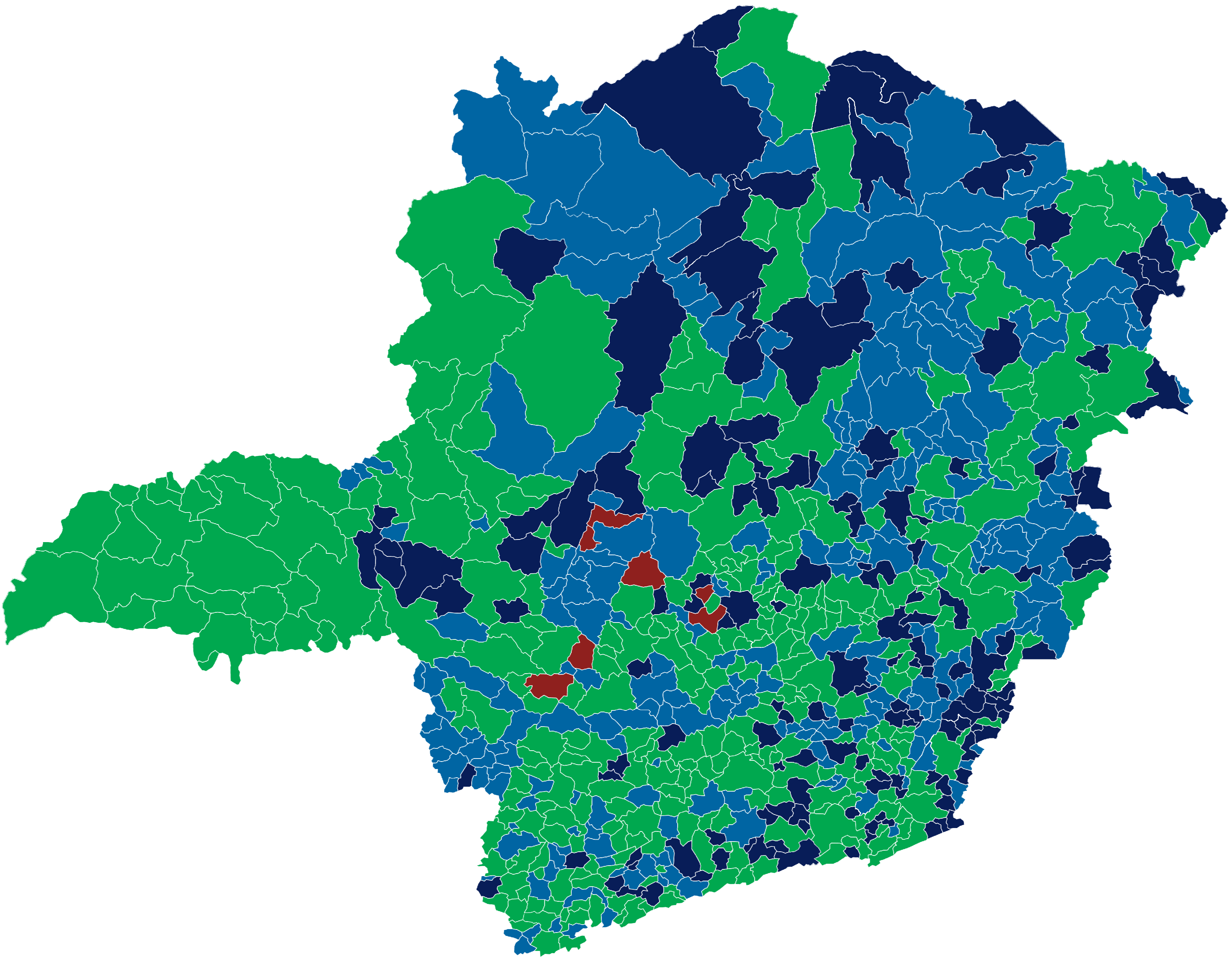
Senado 1982

Conforme o Tribunal Superior Eleitoral houve 4.989.082 votos nominais (85,67%), 658.409 votos em branco (11,31%) e 176.050 votos nulos (3,02%), resultando no comparecimento de 5.823.541 eleitores.
| Candidatos a senador da República | Candidatos a suplente de senador                     | Número | Coligação            | Votação   | Percentual |
| --------------------------------- | ---------------------------------------------------- | ------ | -------------------- | --------- | ---------- |
| Itamar Franco PMDB                | Edgar da Mata Machado PMDB                           | 50     | PMDB (em sublegenda) | 2.398.361 | 48,07%     |
| João Marques PDS                  | Vasconcelos Costa PDS                                | 10     | PDS (em sublegenda)  | 1.174.027 | 23,53%     |
| Fagundes Neto PDS                 | Obregon Gonçalves PDS                                | 12     | PDS (em sublegenda)  | 1.135.095 | 22,75%     |
| Simão da Cunha PMDB               | Fernando Taveira Campos PMDB                         | 52     | PMDB (em sublegenda) | 164.100   | 3,29%      |
| Joaquim José de Oliveira PT       | José Raimundo Nahas PT Adelia Batista Hernandez PT   | 30     | PT (sem coligação)   | 107.099   | 2,15%      |
| Wilson Carneiro Vidigal PDT       | Palmios Paixão Carneiro PDT Ronaldo José Ladeira PDT | 20     | PDT (sem coligação)  | 10.400    | 0,21%      |
| Fontes:                           |                                                      |        |                      |           |            |

## Deputados federais eleitos
São relacionados os candidatos eleitos com informações complementares da Câmara dos Deputados.

Representação eleita
  PMDB: 27
  PDS: 26
  PT: 1

| Deputados federais eleitos | Partido | Votação | Percentual | Cidade onde nasceu         | Unidade federativa |
| Maurício Campos            | PDS     | 209.016 |            | Rio Pomba                  | Minas Gerais       |
| Nilton Veloso              | PDS     | 183.763 |            | Belo Horizonte             | Minas Gerais       |
| Manoel Costa Júnior        | PMDB    | 148.113 |            | Itanhandu                  | Minas Gerais       |
| José Aparecido             | PMDB    | 137.376 |            | São Sebastião do Rio Preto | Minas Gerais       |
| Sérgio Ferrara             | PMDB    | 119.876 |            | Belo Horizonte             | Minas Gerais       |
| José Ulisses               | PMDB    | 93.572  |            | Santo Antônio do Monte     | Minas Gerais       |
| Homero Santos              | PDS     | 92.809  |            | Uberlândia                 | Minas Gerais       |
| Sílvio Abreu Júnior        | PMDB    | 91.927  |            | Juiz de Fora               | Minas Gerais       |
| Ozanan Coelho              | PDS     | 89.787  |            | Ubá                        | Minas Gerais       |
| Carlos Cotta               | PMDB    | 88.182  |            | Dom Silvério               | Minas Gerais       |
| Renato Azeredo             | PMDB    | 87.805  |            | Sete Lagoas                | Minas Gerais       |
| Magalhães Pinto            | PDS     | 86.967  |            | Santo Antônio do Monte     | Minas Gerais       |
| Júnia Marise               | PMDB    | 85.925  |            | Belo Horizonte             | Minas Gerais       |
| Aníbal Teixeira            | PMDB    | 78.590  |            | Belo Horizonte             | Minas Gerais       |
| Luís Leal                  | PMDB    | 76.786  |            | Teófilo Otoni              | Minas Gerais       |
| Carlos Eloy                | PDS     | 76.727  |            | Pompéu                     | Minas Gerais       |
| Gerardo Renault            | PDS     | 75.298  |            | Belo Horizonte             | Minas Gerais       |
| Leopoldo Bessone           | PMDB    | 74.562  |            | Belo Horizonte             | Minas Gerais       |
| Juarez Batista             | PMDB    | 70.957  |            | Uberaba                    | Minas Gerais       |
| Humberto Souto             | PDS     | 67.672  |            | Montes Claros              | Minas Gerais       |
| Mário Assad                | PDS     | 66.885  |            | Manhuaçu                   | Minas Gerais       |
| Ronan Tito                 | PMDB    | 66.227  |            | Pratinha                   | Minas Gerais       |
| José Machado               | PDS     | 65.368  |            | Guanhães                   | Minas Gerais       |
| Rondon Pacheco             | PDS     | 65.051  |            | Uberlândia                 | Minas Gerais       |
| Mário de Oliveira          | PMDB    | 65.023  |            | Júlio Mesquita             | São Paulo          |
| Jorge Carone               | PMDB    | 64.774  |            | Visconde do Rio Branco     | Minas Gerais       |
| Christovam Chiaradia       | PDS     | 64.260  |            | Córrego do Bom Jesus       | Minas Gerais       |
| Oscar Corrêa Júnior        | PDS     | 63.928  |            | Belo Horizonte             | Minas Gerais       |
| Jairo Magalhães            | PDS     | 63.080  |            | Serro                      | Minas Gerais       |
| Antônio Dias               | PDS     | 62.871  |            | Montes Claros              | Minas Gerais       |
| Vicente Guabiroba          | PDS     | 62.865  |            | Itamarandiba               | Minas Gerais       |
| Paulino Cícero             | PDS     | 62.202  |            | São Domingos do Prata      | Minas Gerais       |
| Cássio Gonçalves           | PMDB    | 60.472  |            | Itaúna                     | Minas Gerais       |
| Aécio Cunha                | PDS     | 60.411  |            | Teófilo Otoni              | Minas Gerais       |
| Carlos Mosconi             | PMDB    | 59.878  |            | Andradas                   | Minas Gerais       |
| Jorge Ferraz               | PMDB    | 59.204  |            | Belo Horizonte             | Minas Gerais       |
| Raul Belém                 | PMDB    | 59.122  |            | Araguari                   | Minas Gerais       |
| Navarro Vieira Filho       | PDS     | 57.797  |            | Botelhos                   | Minas Gerais       |
| Milton Reis                | PMDB    | 57.588  |            | Pouso Alegre               | Minas Gerais       |
| Ronaldo Canedo             | PDS     | 54.689  |            | Muriaé                     | Minas Gerais       |
| Castejon Branco            | PDS     | 52.190  |            | Monte Santo de Minas       | Minas Gerais       |
| Wilson Vaz                 | PMDB    | 51.912  |            | Colatina                   | Espírito Santo     |
| Pimenta da Veiga           | PMDB    | 48.987  |            | Belo Horizonte             | Minas Gerais       |
| José Carlos Fagundes       | PDS     | 48.348  |            | Juiz de Fora               | Minas Gerais       |
| Bonifácio de Andrada       | PDS     | 47.767  |            | Barbacena                  | Minas Gerais       |
| João Herculino             | PMDB    | 47.590  |            | Sete Lagoas                | Minas Gerais       |
| Israel Pinheiro Filho      | PDS     | 47.399  |            | Belo Horizonte             | Minas Gerais       |
| Jorge Vargas               | PMDB    | 46.601  |            | Paracatu                   | Minas Gerais       |
| Luiz Baccarini             | PMDB    | 46.473  |            | São João del-Rei           | Minas Gerais       |
| Raul Bernardo              | PDS     | 46.267  |            | Belo Horizonte             | Minas Gerais       |
| José Mendonça de Morais    | PMDB    | 45.899  |            | Tiros                      | Minas Gerais       |
| Emílio Gallo               | PDS     | 45.175  |            | Jaguaraçu                  | Minas Gerais       |
| Melo Freire                | PMDB    | 44.647  |            | Passos                     | Minas Gerais       |
| Luiz Dulci                 | PT      | 23.524  |            | Santos Dumont              | Minas Gerais       |
| Fontes:                    |         |         |            |                            |                    |

## Deputados estaduais eleitos
Foram escolhidos 78 deputados estaduais para a Assembleia Legislativa de Minas Gerais.

Representação eleita
  PMDB: 40
  PDS: 37
  PT: 1

| Deputados estaduais eleitos | Partido | Votação | Percentual | Cidade onde nasceu     | Unidade federativa |
| Eurípedes Craide            | PMDB    | 66.748  |            | Conquista              | Minas Gerais       |
| José Laviola                | PDS     | 66.556  |            | Muriaé                 | Minas Gerais       |
| José Santana de Vasconcelos | PDS     | 62.687  |            | Alvinópolis            | Minas Gerais       |
| Maurício Pádua              | PMDB    | 56.080  |            |                        |                    |
| João Pedro Gustin           | PDS     | 55.901  |            | Araraquara             | São Paulo          |
| Luiz Alberto Rodrigues      | PMDB    | 55.779  |            | Morrinhos              | Goiás              |
| Genésio Bernardino          | PMDB    | 55.489  |            | Mutum                  | Minas Gerais       |
| Nilson Gontijo              | PMDB    | 51.356  |            | Bom Despacho           | Rio de Janeiro     |
| Gil César                   | PDS     | 50.269  |            | Juiz de Fora           | Minas Gerais       |
| Raimundo Albergaria         | PDS     | 49.645  |            |                        |                    |
| Cleuber Carneiro            | PDS     | 48.341  |            | Paratinga              | Minas Gerais       |
| Geraldo Ribeiro             | PMDB    | 47.910  |            |                        |                    |
| Álvaro Antônio              | PMDB    | 47.110  |            | Belo Horizonte         | Minas Gerais       |
| Milton Lima                 | PMDB    | 46.549  |            | Araguari               | Minas Gerais       |
| Milton Sales                | PDS     | 45.597  |            | Paraisópolis           | Minas Gerais       |
| João Pinto Ribeiro          | PMDB    | 45.556  |            | Belo Vale              | Minas Gerais       |
| Euclides Cintra             | PDS     | 44.926  |            |                        |                    |
| Petrônio Matias             | PMDB    | 44.061  |            |                        |                    |
| Paulo Ferraz                | PMDB    | 43.863  |            |                        |                    |
| Ziza Valadares              | PMDB    | 43.846  |            | Belo Horizonte         | Minas Gerais       |
| Domingos Lanna              | PDS     | 41.821  |            | Rio Casca              | Minas Gerais       |
| Juarez Hosken               | PDS     | 41.808  |            |                        |                    |
| Humberto de Almeida         | PDS     | 41.246  |            | Cássia                 | Minas Gerais       |
| Clodesmidt Riani            | PMDB    | 39.919  |            | Rio Casca              | Minas Gerais       |
| Roberto Luiz Soares         | PDS     | 39.111  |            | Visconde do Rio Branco | Minas Gerais       |
| Geraldo da Costa Pereira    | PMDB    | 39.003  |            | Divinópolis            | Minas Gerais       |
| José Pereira da Silva       | PMDB    | 38.751  |            |                        |                    |
| Camilo Machado              | PDS     | 38.576  |            | Abadia dos Dourados    | Minas Gerais       |
| João Ferraz                 | PDS     | 38.254  |            |                        |                    |
| Kemil Kumaira               | PMDB    | 38.112  |            | Teófilo Otoni          | Minas Gerais       |
| Marcos Cunha Peixoto        | PDS     | 37.978  |            |                        |                    |
| Dalton Canabrava            | PMDB    | 37.593  |            | Curvelo                | Minas Gerais       |
| João Navarro                | PDS     | 37.326  |            | Barbacena              | Minas Gerais       |
| Fernando Junqueira          | PDS     | 37.231  |            | Belo Horizonte         | Minas Gerais       |
| José Bonifácio Filho        | PDS     | 37.040  |            | Belo Horizonte         | Minas Gerais       |
| Antônio Alves de Araújo     | PMDB    | 36.557  |            | Curvelo                | Minas Gerais       |
| José Geraldo                | PDS     | 36.436  |            | Belo Horizonte         | Minas Gerais       |
| Sérgio Emílio               | PMDB    | 36.254  |            | Conselheiro Lafaiete   | Minas Gerais       |
| Sylo Costa                  | PDS     | 35.417  |            | Uberlândia             | Minas Gerais       |
| José Maria Chaves           | PMDB    | 34.947  |            | Poços de Caldas        | Minas Gerais       |
| Paulo Araújo                | PDS     | 34.732  |            | Unaí                   | Minas Gerais       |
| Artur Fagundes              | PDS     | 34.510  |            | Montes Claros          | Minas Gerais       |
| José Maria Borges           | PMDB    | 34.488  |            | Esmeraldas             | Minas Gerais       |
| Samir Tannus                | PDS     | 33.706  |            | Prata                  | Minas Gerais       |
| Ademir Lucas                | PMDB    | 33.547  |            | Esmeraldas             | Minas Gerais       |
| José da Conceição           | PMDB    | 33.153  |            | Montes Claros          | Minas Gerais       |
| Geraldo Pereira Sobrinho    | PMDB    | 33.070  |            | Belo Horizonte         | Minas Gerais       |
| Alcyr Nascimento            | PDS     | 32.754  |            | Contagem               | Minas Gerais       |
| Ferraz Caldas               | PMDB    | 32.650  |            | Pedralva               | Minas Gerais       |
| Delfim Ribeiro              | PDS     | 32.495  |            | Patrocínio do Muriaé   | Minas Gerais       |
| Roberto Junqueira           | PDS     | 32.267  |            | Poços de Caldas        | Minas Gerais       |
| Dênio Moreira               | PDS     | 32.054  |            | Juiz de Fora           | Minas Gerais       |
| Ronaldo Carvalho            | PMDB    | 31.400  |            | Santa Rita do Sapucaí  | Minas Gerais       |
| Vera Coutinho               | PMDB    | 31.207  |            | Formiga                | Minas Gerais       |
| Fernando Rainho             | PDS     | 31.106  |            | Belo Horizonte         | Minas Gerais       |
| Elmo Braz                   | PMDB    | 31.049  |            | Descoberto             | Minas Gerais       |
| Luiz Vicente                | PDS     | 30.915  |            | Guaxupé                | Minas Gerais       |
| Agostinho Patrus            | PDS     | 30.536  |            | Belo Horizonte         | Minas Gerais       |
| Paulo Almada                | PMDB    | 30.014  |            | Dores do Rio Preto     | Espírito Santo     |
| Sílvio Mitre                | PMDB    | 29.873  |            | Oliveira               | Minas Gerais       |
| Jaime Martins               | PDS     | 29.695  |            | Nova Serrana           | Minas Gerais       |
| Raimundo Rezende            | PMDB    | 29.477  |            | Diamantina             | Minas Gerais       |
| Manoel Conegundes           | PMDB    | 29.468  |            | Bananeiras             | Minas Gerais       |
| Mendes Barros               | PMDB    | 29.042  |            | Nova Era               | Minas Gerais       |
| Jairo Magalhães Alves       | PMDB    | 28.911  |            | Cabo Verde             | Minas Gerais       |
| Mário Pacheco               | PDS     | 28.690  |            | Belo Horizonte         | Minas Gerais       |
| Neif Jabur                  | PMDB    | 28.302  |            | Passos                 | Minas Gerais       |
| Wainer Ávila                | PMDB    | 28.073  |            | São João del-Rei       | Minas Gerais       |
| Antônio Faria               | PMDB    | 27.869  |            | Belo Horizonte         | Minas Gerais       |
| Armando Costa               | PMDB    | 27.725  |            | Felixlândia            | Minas Gerais       |
| Narcélio Mendes             | PDS     | 27.445  |            | Rio Pomba              | Minas Gerais       |
| Felipe Neri                 | PMDB    | 27.362  |            | Ponte Nova             | Minas Gerais       |
| Cyro Maciel                 | PDS     | 27.041  |            | Piranga                | Minas Gerais       |
| Otacílio Miranda            | PDS     | 26.247  |            | Lagoa da Prata         | Minas Gerais       |
| Jésus Trindade              | PDS     | 26.182  |            | Barra Longa            | Minas Gerais       |
| João Batista Rosa           | PDS     | 25.928  |            | Estiva                 | Minas Gerais       |
| Hugo Gontijo                | PMDB    | 25.696  |            | Bom Despacho           | Minas Gerais       |
| Mares Guia                  | PT      | 12.771  |            | Santa Bárbara          | Minas Gerais       |
| Fontes:                     |         |         |            |                        |                    |